# Охотясь на слонов
Охотясь на слонов (ивр. לצוד פילים‎) — израильский криминальный комедийный фильм 2013 года, снятый Решефом Леви по сценарию Решефа и Регева Леви. В фильме снимались Сассон Габай, Мони Мошонов и Патрик Стюарт. Фильм вышел в прокат в Израиле 4 июля 2013 года.
В центре сюжета — Йонатан (Гил Бланк), 12-летний мальчик, который вместе со своим дедушкой и двумя другими людьми пытается ограбить банк, где работал его покойный отец. Фильм получил неоднозначные отзывы критиков.

## Сюжет
Отец Йонатана, Даниэль (Цвика Хадар), умирает от сердечного приступа на своём рабочем месте, в присутствии Йонатана, неспособного ему помочь. Управляющий банка Деди (Моше Ивги) отказывается выплачивать компенсацию, поскольку договор со страховой компанией не покрывает подобные случаи. Мать Йонатана, Дорит (Яэль Абекассис), начинает встречаться с Деди, потому что ей нужны деньги, оставляя Йонатана в доме престарелых с его дедушкой Элияху (Сассон Габай).
Элияху и его друг Ник (Мони Мошонов) — бывшие бойцы «Лехи», которые грабили британские банки, чтобы финансировать деятельность организации. Элияху много лет был в ссоре с Даниэлем и Дорит и ненавидел Дорит за то, что она не сделала аборт и, по его мнению, разрушила жизнь Даниэля и похоронила его карьеру. Жена Элияху Рода (Рина Шенфельд) находится в коме в доме престарелых, без каких-либо шансов на выздоровление. Она была дочерью британского лорда и унаследовала его поместье в Израиле, в то время как её брат Майкл Симпсон (Патрик Стюарт), разорившийся из-за того, что он решил стать театральным актёром, к огорчению их отца, пытается отключить Роду от системы жизнеобеспечения и забрать себе поместье. На самом деле Элияху уже продал поместье, чтобы оплатить длительную госпитализацию Роды и купить дом для себя и Ника.
Чтобы решить свои финансовые проблемы, Йонатан, Майкл, Элияху и Ник планируют ограбить банк, где работал Даниэль, поскольку они хорошо знакомы с системами защиты банка. Они организуют ряд диверсий, в результате которых банк отключает одну из основных систем сигнализации, что позволяет им проникнуть в хранилище. Первый план идет наперекосяк, когда Ник, который сам должен был стать заложником, забирает у охранника пистолет и заложников, но его не отправляют в тюрьму из-за его слабоумия. Затем Элияху сам грабит банк, а Йонатан, притворяясь жертвой, сжигает часть денег на глазах у полиции, что позволяет ему скрыться с большей частью украденных денег.

## В ролях
| Роль          | Актёр             |
| ------------- | ----------------- |
| Йонатан       | Гил Бланк         |
| Элияху        | Сассон Габай      |
| Ник           | Мони Мошонов      |
| Майкл Симпсон | Патрик Стюарт     |
| Дорит         | Яэль Абекассис    |
| Деди          | Моше Ивги         |
| Даниэль       | Цвика Хадар       |
| Рода          | Рина Шенфельд     |
| Сиги          | Ротем Зисман-Коэн |

## Производство
Британский актёр Джон Клиз был утверждён на роль Майкла Симпсона, но из-за проблем с сердцем не смог сняться в фильме. Стюарт согласился заменить его, и сценарий был изменён, чтобы лучше соответствовать его личности.

## Критика
Фильм «Охотясь на слонов» имел широкий прокат, но получил в основном негативные отзывы критиков. Маарив похвалил фильм за создание забавной обстановки и разрушение стереотипа о том, чем должны заниматься пожилые люди, но раскритиковал его за вульгарность и сексизм в трактовке второстепенной сюжетной линии с сиделкой Сиги.
Ynet раскритиковал фильм за то, что он не справился с тремя основными элементами: как криминальная история, как комедия и как сатира, поставив ему оценку 2,5/5. Газета Гаарец была особенно критична по тем же вопросам, ещё больше раскритиковав шутки о «стариках» и вульгарность фильма. Walla! не согласилась с предпосылкой фильма, заявив, что она неправдоподобна, в том числе потому, что фильм явно основан на положении, что персонажам должно было быть около 90 лет, и они не могли выполнять действия в фильме. Однако Walla! похвалила актёрский состав, заявив, что он спас фильм.